# JR西日本金沢メンテック
株式会社JR西日本金沢メンテック（ジェイアールにしにほんかなざわメンテック）は、石川県金沢市に本社を置く西日本旅客鉄道の子会社である。

## 本社
- 石川県金沢市西念1丁目17番23号

## 事業所
- 敦賀基地事業所：福井県敦賀市観音町40-2 白山総合車両所敦賀支所構内
- 敦賀駅事業所： 福井県敦賀市津内109号1-1 敦賀駅構内
- 福井事業所：
  - 福井県福井市中央1-1-1 ハピラインふくい福井駅構内
  - 福井県福井市花堂東1-1-15 ハピラインふくい車両管理センター構内
- 白山事業所：石川県白山市宮保町2791　白山総合車両所内
- 金沢第一事業所： 石川県金沢市乙丸町 金沢車両区構内
- 金沢第二事業所： 石川県金沢市昭和町632-1　金沢駅構内
- 金沢ビル事業所： 石川県金沢市木ノ新保1-1 金沢駅構内
- 七尾事業所： 石川県七尾市藤橋町イ-28-2 七尾駅構内
- 高岡事業所： 富山県高岡市下関町6-1 金沢車両区富山支所高岡派出構内
- 富山第一事業所： 富山県富山市上赤江411 金沢車両区富山支所構内
- 富山第二事業所： 富山県富山市明倫町1-227 富山駅構内
- 富山ビル事業所： 富山県富山市桜町1-161 マリエとやまビル内
- 糸魚川事業所： 新潟県糸魚川市大町 金沢車両区富山支所糸魚川派出構内

## 業務内容
- 西日本旅客鉄道金沢支社・あいの風とやま鉄道・IRいしかわ鉄道管内の駅舎清掃・駅フロント業務などの受託業
- 以下、公式サイト内の営業エリアにこれらの駅名を網羅している。
  - 七尾線
    - 宇野気駅、羽咋駅（西口）

  - 氷見線
    - 氷見駅

  - 高山本線
    - 速星駅、越中八尾駅

  - 城端線
    - 砺波駅

  - IRいしかわ鉄道
    - 金沢駅（お客様カウンター）

  - あいの風とやま鉄道
    - 石動駅、福岡駅、越中大門駅、呉羽駅、東富山駅、水橋駅、入善駅

  - 西日本ジェイアールバス金沢券売所
  - JR西日本金沢忘れ物センター、敦賀忘れ物センター
- 鉄道車両の清掃、整備、検査、修繕、入換等に関する業務
  - 金沢車両区、同区敦賀支所、同区富山支所、同支所高岡派出、同支所糸魚川派出、白山総合車両所、同所敦賀支所、IRいしかわ鉄道車両センター、ハピラインふくい車両管理センターなど
- ビルメンテナンス業
- 廃棄物の収集、運搬業
- 煙草、清涼飲料水、家庭用電気製品等の販売業
- 駐車場経営及び駐車場管理受託業

## 沿革
- 1959年（昭和34年） 1月 - 北陸整備株式会社設立　資本金50万円
- 1982年（昭和57年） 6月 - 1300万円増資（資本金1350万円）
- 1983年（昭和58年） 8月 - 車両検査修繕業務開始
- 1984年（昭和59年） 6月 - ハウスクリーニング業務開始
- 1988年（昭和63年） 4月 -  株式会社日本交通観光社の営業権譲渡を受け、駅業務受託を開始
- 1996年（平成 8年） 7月 - 社名を株式会社ジェイアール西日本金沢メンテックに変更
- 1998年（平成10年） 1月 - 1650万円増資（資本金3000万円）
- 1999年（平成11年）12月 - ISO9002認証取得（1994年版）
- 2000年（平成12年） 4月 - 構内入換業務開始
- 2001年（平成13年） 6月 - ISO9001認証取得（2000年版）
- 2002年（平成14年）11月 - ISO14001認証取得
- 2004年（平成16年） 4月 -  JR西日本北陸案内センター業務受託
- 2005年（平成17年） 4月 - 金沢駅西広場指定管理業務開始
- 2006年（平成18年）11月 - 金沢フォーラス清掃業務開始
- 2007年（平成19年）
  - 5月 - 金沢百番街「くつろぎ館」清掃業務開始
  - 6月 - ホテルルームメイキング業務開始
  - 7月 - 金沢駅屋上駐車場の管理業務開始
- 2008年（平成20年）
  - 9月 - 金沢お忘れ物センター業務受託
  - 10月 - おもてなしメイト（金沢駅）受託
- 2009年（平成21年） 4月 - 山中温泉医療センター清掃業務開始
- 2017年（平成29年） 4月 - えちごトキめき鉄道（市振駅 - 谷浜駅間）管内の能生駅、筒石駅が直営管理へ
- 2018年（平成30年） 7月 - 社名を株式会社JR西日本金沢メンテックに変更[2]